# Khung xe
Trong kỹ thuật ô tô, khung làm việc của ô tô (bodywork) là một cấu trúc dùng để bảo vệ:
- Người trong xe
- Các tải trọng trên xe
- Các bộ phận cơ khí
Chassis (sắt-xi) là bộ phận nền tảng của một chiếc xe, được ví như bộ xương nâng đỡ và cố định các thành phần khác. Bạn đọc hãy cùng CafeAuto tìm hiểu về 2 kiểu cấu trúc chassis được sử dụng nhiều nhất: kiểu khung rời (body-on-frame) và kiểu liền khối (unibody).
Ở các xe có một khung riêng biệt hay còn gọi là chassis, thuật ngữ bodywork thường được dùng để chỉ những tấm không kết cấu bao gồm cửa và các tấm có thể tháo rời, nhưng nó có thể sử dụng mang tính khái quát hơn bao gồm những bộ phận kết cấu dùng để đỡ các bộ phận cơ khí.
Chassis bao gồm một khung dùng để đỡ các vật, tương tự như bộ xương của động vật
Trong trường hợp ô tô, thuật ngữ chassis là một khung dùng để gắn kết các bộ phận như động cơ, hộp số, trục dẫn động, vi sai và bộ phận treo.
Cùng với vỏ xe, nội thất và máy, Chassis làm lên một chiếc xe.
Hệ thống Chassis bao gồm:
1.    Suspension/Giảm sóc
2.    Steering/HT Lái
3.    Brakes/ Phanh
4.    Tires & Disc Wheels/ HT bánh xe